# سن-ژاک-لو-مینور، کبک
سن-ژاک-لو-مینور (به فرانسوی: Saint-Jacques-le-Mineur) شهری در منطقه شهری له ژاردن-دو-ناپیرویل ناحیه مونترژی در استان کبک کانادا است. در سرشماری سال ۲۰۱۱ این شهر ۱٬۶۷۰ نفر جمعیت داشته‌است و مساحت آن ۶۵٫۱۹ کیلومتر مربع است.